# Teodosiu I

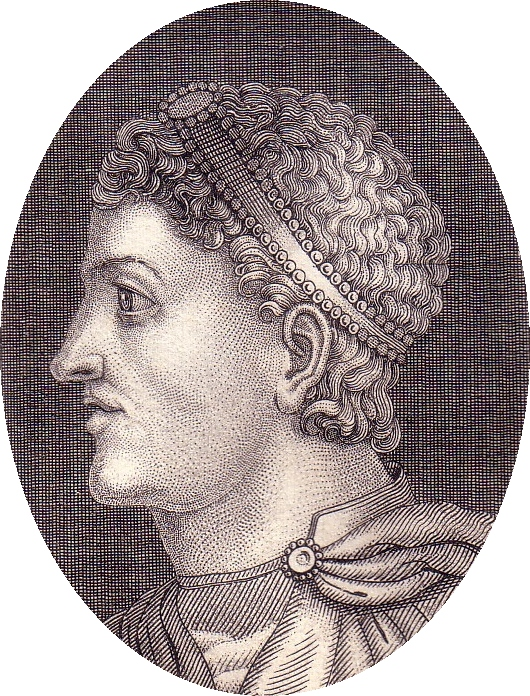
Teodosiu I

Flavius Theodosius (n. 11 ianuarie 347 d.Hr., Coca⁠(d), Castilia și León, Spania – d. 17 ianuarie 395 d.Hr., Milano, Italia), cunoscut ca Teodosiu (sau Teodosie) I sau Teodosiu cel Mare, a fost împărat roman de la 379 la 395 și ultimul conducător unic al unui imperiu roman unificat.
Născut la Cauca în nord-vestul Hispaniei, fiul generalului Flavius Theodosius, Teodosiu îmbrățișează cariera armelor (dux în Moesia Superior în 374), dar se retrage pe domeniile lui după execuția tatălui său în 376. După moartea împăratului Valens în bătălia de la Adrianopol (378), Grațian îl proclamă coîmpărat (19 ianuarie 379), încredințându-i guvernarea provinciilor orientale. Spirit energic și autoritar, Teodosiu întreprinde o serie de măsuri vizând întărirea capacității de rezistență a imperiului (reforme în domeniul dreptului, fiscalității, finanțelor, acceptarea unui număr sporit de contingente „barbare” în armată).

## Împărat
Moartea împăratului Valens, în bătălia de la Adrianopole (378), l-a obligat pe Grațian să-l proclame pe Teodosiu împărat, în 379: el a primit Orientul, Macedonia și Dacia.

### O politică de stabilizare a frontierei
Teodosiu își fixează drept obiectiv stabilizarea frontierelor, mai întâi cele din nord, cu goții, apoi cele din răsărit, cu perșii.

#### O fixare a frontierelor în nord
În 380, împreună cu Grațian, i-a oprit pe goți în Epir și în Dalmația. Teodosiu a instalat o parte din ostrogoți în Pannonia, iar el s-a instalat la Constantinopol.
Teodosiu înrolase în armata romană contingente de barbari, lăsându-le o organizare autonomă. Acești federați au pregătit ocuparea Imperiului de către barbari.
Lipsit de forțele necesare respingerii vizigoților pătrunși în imperiu, încheie cu aceștia, în 382, un tratat (foedus) prin care îi stabilește ca federați în dioceza Tracia, între Balcani și Dunăre. Această decizie, considerată catastrofică de contemporani, va fi una dintre cauzele imediate ale sfârșitului Imperiului Roman de Apus. Într-adevăr, această inserție a unui popor barbar unit și puternic în imperiu, și, în același timp, în armata imperială, va semna sfârșitul unui control real al împăratului asupra armatelor sale. Dar după dezastrul de la Adrianopole suferit de Imperiu sub Valens, este sigur că Teodosiu nu avea de ales.

#### O fixare a frontierelor în est
După uzurparea lui Maximus și moartea lui Grațian (383), Teodosiu încheie pacea cu Persia sasanidă (387), împărțind Armenia între cele două imperii, și îl înfrânge pe uzurpator în bătăliile de la Siscia și Poetovio (388).

### O politică internă forte

#### Triumful creștinismului niceean

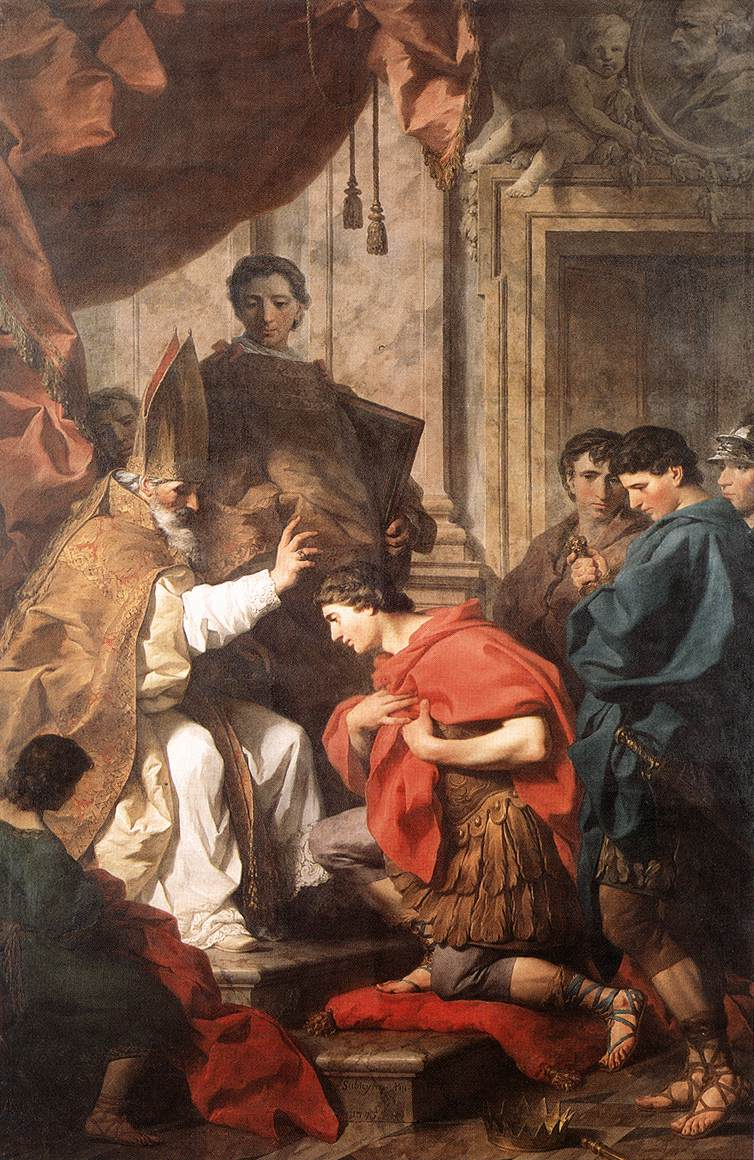
Sfântul Ambrozie convertindu-l pe Teodosiu, pictură pe pânză de Pierre Subleyras, 1745

Împărații Teodosiu, pentru Imperiul din Răsărit și Grațian, pentru Imperiul din Apus, amândoi creștini, au ridicat creștinismul la rangul de singură religie oficială și obligatorie prin edictul din 28 februarie 380, cunoscut sub numele de Edictul de la Tesalonic, următor: „Toate popoarele trebuie să se ralieze credinței transmise romanilor de apostolul Petru, cea pe care o recunosc Damasus și Petru al Alexandriei, adică Sfânta Treime a Tatălui, a Fiului și a Sfântului Spirit”. A sprijinit astfel, în mod hotărât ortodoxismul niceean, religia de stat obligatorie pentru toți supușii imperiului, îndepărtându-se de arianism care, în Conciliul ecumenic de la Constantinopol (381), este condamnat definitiv. Creștinismul devenea religia predominantă. Împăratul Grațian a încetat de atunci să mai poarte titlul de pontifex maximus, suveran pontif al cultului roman.
Represaliile au făcut între șapte mii și zece mii de morți, în funcție de izvoare, ceea ce l-a determinat pe Ambrozie de la Milano să-l excomunice. Victimele masacrelor erau, în marea lor majoritate, dintre romani, iar masacratorii erau foști barbari, populații din rândul cărora își recruta Teodosiu armata.
Timp de mai multe luni Teodosiu și Ambrozie s-au aflat pe pozițiile respective. Apoi, Teodosiu, simțind că poziția sa devenea nesustenabilă, a acceptat să vină să se umilească public în fața lui Ambrozie, cu capul acoperit de cenușă, pentru a obține reintegrarea în Biserică.

### Ultima reunificare a Imperiului
În urma asasinării lui Valentinian al II-lea (392) și proclamarea retorului Flavius Eugenius ca împărat în Occident, Teodosiu pornește o nouă campanie, obținând în bătălia de la Frigidius (septembrie 394) victoria asupra uzurpatorului. Imperiul Roman este astfel reunificat pentru ultima dată în istorie sub o singură autoritate. După moartea lui Teodosiu, la Mediolanum (17 ianuarie 395), Imperiul Roman este divizat între cei doi fii ai săi: Arcadius, sub regența lui Rufinus (Orient) și Honorius, sub regența lui Stilicho (Occident).

### Urmașii lui Teodosiu
Teodosiu, împreună cu prima sa soție, Aelia Facillia, a avut trei copii:
- Arcadius, împărat în est, la 18 ani, din 383;
- Honorius, împărat în vest, 10 ani, din 393;
- Galla Placidia, împărăteasă în apus, d. 27 noiembrie 450.

Teodosius l-a însărcinat pe generalul vandal Stilicon să vegheze asupra celor doi băieți.
În anul 385, după decesul Aeliei Flacilla, Teodosiu s-a recăsătorit cu Galla, având și cu aceasta trei copii.